# Estación Libertad (Corrientes)
Estación Libertad es una localidad y estación de ferrocarril argentina, ubicada en el departamento Monte Caseros de la provincia de Corrientes. Depende administrativamente del municipio de Colonia Libertad, de cuyo centro urbano dista unos 5 km.

## Historia
El poblado se originó con la construcción de la estación de ferrocarril, que se habilitó en 1890. A partir de allí comenzó lentamente a poblarse, y en 1911 se construyó la primera escuela. El actual pueblo de Colonia Libertad se fundó unos años después.

## Vías de comunicación
Su principal vía de acceso es la ruta provincial 25, que la comunica al sudeste con Colonia Libertad, y al noroeste con Parada Acuña y Curuzú Cuatiá.

## Infraestructura
Cuenta con una escuela.

## Población
Cuenta con 212 habitantes (Indec, 2010), lo que representa un incremento del 19,8% frente a los 177 habitantes (Indec, 2001) del censo anterior.
| Gráfica de evolución demográfica de Estación Libertad entre 1991 y 2010 |
|                                                                         |
| Fuente: censos nacionales del INDEC                                     |